# Asmate demarginata
Asmate demarginata là một loài bướm đêm trong họ Geometridae.